# Bryan Drake
Bryan Ernest Hare Drake (Dunedin, 7 ottobre 1925 – Aldeburgh, 25 dicembre 2001) è stato un baritono neozelandese naturalizzato britannico, che fu particolarmente associato alle opere di Benjamin Britten.

## Biografia
Nato a Dunedin, Drake ha cantato nel coro della locale cattedrale di St Paul ed è stato educato alla Otago Boys' High School. Ha poi studiato all'Università di Otago, dove ha cantato con la società musicale. Fece il suo debutto operistico nel 1948 come Escamillo nella Carmen di Bizet, in una produzione originariamente messa in scena come parte del Centenario di Otago, che poi andò in tournée per il paese.
Grazie ad una borsa di studio governativa, nel 1949 Drake si recò a Londra. L'anno successivo firmò un contratto di due anni come preside a tempo pieno alla Covent Garden Opera Company. In quel periodo creò i ruoli di Paperino, nella prima mondiale del 1951 di Billy Budd di Britten e Watchful in The Pilgrim's Progress di Vaughan Williams. Per coprire un difficile cambio di scena, Vaughan Williams inserì un'aria appositamente per Drake, della quale il critico del Times commentò: "Quanto al canto puro, non c'era niente di più fine dell'intermezzo tra il primo e il secondo atto, in cui il signor Bryan Drake ha cantato il 121° salmo con perfetta declamazione e limpida purezza di tono e stile".
Alla Welsh National Opera negli anni '50 e '60, i ruoli di Drake includevano Germont nella Traviata, Ferrando nel Trovatore, Flint, il maestro di vela, in Billy Budd e i ruoli principali in Nabucco e Macbeth. Al Sadler's Wells cantò Creonte nell'Oedipus Rex di Stravinsky e Mefistofele nel Faust di Gounod.
Nel 1960 Britten invitò Drake a cantare il ruolo di Junius in The Rape of Lucretia, al Festival di Aldeburgh. Britten, noto per essere esigente e per abbandonare i musicisti che smettevano di piacergli, non perse mai la sua alta opinione di Drake. Per i successivi 15 anni Drake è stato un membro regolare dell'English Opera Group di Britten, non solo cantando e registrando vari ruoli nelle sue opere, ma anche interpretando vari ruoli principali in opere di Malcolm Williamson, Gordon Crosse e Thea Musgrave. Apparve anche nelle produzioni televisive della BBC di Peter Grimes (nel ruolo di Balstrode) e Billy Budd, nel ruolo di Flint, un ruolo che registrò anche per la Decca sotto la direzione del compositore.
Nelle Church Parables che Britten compose tra il 1964 e il 1968, il compositore scrisse ruoli appositamente per Drake in tutte e tre: il Viaggiatore in Curlew River, l'Astrologo in The Burning Fiery Furnace e il figlio maggiore in The Prodigal Son.
Nel 1972 Drake iniziò a insegnare canto, prima alla Guildhall School of Music and Drama. È stato direttore di opera al Royal College of Music dal 1981 al 1985, dopodiché lui e sua moglie si stabilirono ad Aldringham, Suffolk. Dal 1987 lavorò come consulente vocale presso la Britten-Pears School di Aldeburgh. La sua ultima esibizione è stata nel 1999, quando interpretò la Voce di Dio in una produzione del Noye's Fludde di Britten nella chiesa parrocchiale di Aldeburgh.